# Liste der Motorboot-Rennstrecken (Deutschland)
Es gibt in Deutschland keine permanenten Strecken für Motorbootrennen. Die Veranstaltungen werden auf öffentlichen Gewässern durchgeführt, die während der Veranstaltungszeit entsprechend gesperrt sind. Die für die Veranstaltung notwendigen Einrichtungen, wie zum Beispiel Stege und Streckenmarkierungen müssen jeweils auf- und wieder abgebaut werden.
Die Liste der Rennstrecken enthält drei Teile:
- aktuelle Rennstrecken (mindestens eine Veranstaltung im 21. Jahrhundert)
- Rennstrecken nach 1950 (letzte Veranstaltung zwischen 1950 und 2000)
- Rennstrecken vor 1940 (letzte Veranstaltung vor 1940)

## Aktuelle Rennstrecken
| Rennstrecke     | Gewässer                | Ort                               | Veranstaltungsdaten                  | Bemerkungen                                             |
| --------------- | ----------------------- | --------------------------------- | ------------------------------------ | ------------------------------------------------------- |
| Berlin-Grünau   | Regattastrecke Grünau   | Berlin-Grünau                     | erste Veranstaltung 1937             | nicht jährlich                                          |
| Bitterfeld      | Großer Goitzschesee     | Bitterfeld                        | erste Veranstaltung 2004             |                                                         |
| Brandenburg     | Regattastrecke Beetzsee | Brandenburg                       | erste Veranstaltung 1969             | nicht jährlich                                          |
| Brodenbach      | Mosel                   | Brodenbach                        | erste Veranstaltung 1973             |                                                         |
| Dresden         | Elbe                    | Dresden-Pieschen                  | erste Veranstaltung 2006             | früher auf anderer Strecke                              |
| Hamburg         | Norderelbe              | Hamburg-Spadenland                | Veranstaltungen 1987–2003            | früher auf anderer Strecke                              |
| Kornhauskurs    | Elbe                    | Dessau-Roßlau                     | erste Veranstaltung 1957             |                                                         |
| Kriebstein      | Kriebsteintalsperre     | Kriebstein                        | erste Veranstaltung 1962             | keine Rennen 1971–2005                                  |
| Lauffen         | Neckar                  | Lauffen                           | erste Veranstaltung 1967             | nicht jährlich                                          |
| Lorch           | Rhein                   | Lorch                             | erste Veranstaltung 1993             | im Zusammenhang mit Tal Total                           |
| Oberwald        | Stausee Oberwald        | Callenberg                        | erste Veranstaltung 2008             |                                                         |
| Stralsund       | Stadthafen              | Stralsund                         | Veranstaltungen 2001 – 2005          | auch Formel-1-Rennen                                    |
| Traben-Trarbach | Mosel                   | Traben-Trarbach                   | Veranstaltungen 1959–1996, seit 2014 | nicht jährlich                                          |
| Weißwasser      | Halbendorfer See        | Weißwasser Oberlausitz/Halbendorf | erste Veranstaltung 2011             | Veranstalter: ADAC Sachsen, Org. vor Ort: TSC Aqua-Team |

## Rennstrecken nach 1950
| Rennstrecke         | Gewässer                       | Ort             | Veranstaltungsdaten           | Bemerkungen                                                      |
| ------------------- | ------------------------------ | --------------- | ----------------------------- | ---------------------------------------------------------------- |
| Dreilindengrund     | Peenestrom                     | Wolgast         | Veranstaltungen 1964–1994     | nicht jährlich, insgesamt elf Rennen; organisiert vom MC Wolgast |
| Duisburg            | Regattabahn Duisburg           | Duisburg        | Veranstaltungen 1961–2000     | nicht jährlich                                                   |
| Filzteich           | Filzteich                      | Schneeberg      | erste Veranstaltung 1967      | nur zur DDR-Zeit                                                 |
| Hannover            | Maschsee                       | Hannover        | Veranstaltungen 1952–1989     | auch Formel-1-Rennen                                             |
| Heilbronn           | Neckar                         | Heilbronn       | Veranstaltungen 1955–1999     | meist alle 2 Jahre                                               |
| Koblenz-Güls        | Mosel                          | Koblenz         | Veranstaltungen 1971 und 1972 | spätere Veranstaltungen in Brodenbach                            |
| München             | Regattastrecke Oberschleißheim | Oberschleißheim | Veranstaltungen 1982–1990     | auch Formel-1-Rennen                                             |
| Schiersteiner Hafen | Rhein                          | Wiesbaden       | Veranstaltungen 1955–1958     |                                                                  |
| Schwielochsee       | Kleiner Schwielochsee          | Goyatz          | Veranstaltungen 1970–1990     | nicht jährlich                                                   |
| Starnberg           | Starnberger See                | Starnberg       | Veranstaltungen 1908–1957     | nicht jährlich                                                   |
| Stuttgart           | Max-Eyth-See                   | Stuttgart-Hofen | Veranstaltungen 1953–1954     | nicht jährlich                                                   |

## Rennstrecken vor 1940
| Rennstrecke | Gewässer      | Ort     | Veranstaltungsdaten         | Bemerkungen                              |
| ----------- | ------------- | ------- | --------------------------- | ---------------------------------------- |
| Potsdam     | Templiner See | Potsdam | Veranstaltungen 1928 – 1937 | sechs Mal „Großer Preis von Deutschland“ |